# Ponche Crema
Ponche Crema est une liqueur vénézuélienne douce, préparée avec du lait, de l'alcool et d'autres ingrédients. Elle est traditionnellement offerte pendant les fêtes de Noël. Elle est très similaire au lait de poule. Ponche Crema a été labellisée et commercialisée par Eliodoro González P. dès 1905.